# Newhaven Heritage Museum
Newhaven Heritage Museum var et museum, der lå i landsbyen Newhaven i City of Edinburgh, Skotland.
Museet åbnede i 1993, hvor det blev etableret i et tidligere fiskemarked tæt ved havnen. Museet beskæftigede sig med landsbyen historie, fra den blev grundlagt i begyndelsen af 1500-tallet som skibsværft til flåden. Det lukkede i september 2006 pga. arbejde på bygningen, og der er ikke nogen planer om at genåbne det.